# Ashleigh Moolman
Ashleigh Moolman, verh. Moolman-Pasio (* 9. Dezember 1985 in Pretoria) ist eine südafrikanische Radrennfahrerin. Sie ist eine der erfolgreichsten Radsportlerinnen Afrikas der 2010er Jahre und gilt als starke Bergfahrerin. 2020 war sie die erste E-Cycling-Weltmeisterin der Geschichte.

## Sportliche Laufbahn
Moolman studierte Chemie an der Universität Stellenbosch. Dort lernte sie ihren späteren Mann kennen, einen Triathleten, durch den sie zum Radsport kam. Sie trat dem Universitätsclub bei, gewann einige Rennen und war 2009 südafrikanische Vizemeisterin im Straßenrennen. Nach ihrem Studienabschluss beschloss sie, den Sport zum Beruf zu machen, verpflichtete sich beim belgischen Lotto-Team und zog nach Europa. In ihrer Anfangsphase fuhr sie nach eigener Aussage zu risikoreich und brach sich dreimal das Schlüsselbein.
2011 wurde Moolman südafrikanische Vizemeisterin im Einzelzeitfahren. Zum Jahresende siegte sie bei den Afrikameisterschaften im Straßenrennen und wurde Zweite im Einzelzeitfahren. 2012 errang sie den nationalen Titel im Straßenrennen, belegte im Einzelzeitfahren den zweiten Rang und wurde ein zweites Mal Afrikameisterin im Straßenrennen und erstmals im Einzelzeitfahren. 2013 wurde Moolman südafrikanische Meisterin im Zeitfahren und im Straßenrennen. Im selben Jahr platzierte sie sich international im Weltcuprennen La Flèche Wallonne als Dritte und im Etappenrennen Giro d’Italia Femminile als Achte. Zum Saisonabschluss wurde sie wiederum zweifache Afrikameisterin, zunächst im Zeitfahren und anschließend im Straßenrennen, welches sie im Sprint einer dreiköpfigen Ausreißergruppe gewann.
2015 errang Moolman die drei afrikanischen Titel auf der Straße, im Straßenrennen, im Einzelzeitfahren sowie im Mannschaftszeitfahren. Im Jahr darauf startete sie bei den Olympischen Spielen in Rio de Janeiro: Im Zeitfahren belegte sie Platz zwölf und im Straßenrennen Platz zehn. 2017 war ihr bis dahin erfolgreichstes Jahr, in dem sie unter anderem die Gesamtwertungen von Emakumeen Bira und den Giro della Toscana Femminile gewann, bei den Straßenweltmeisterschaften holte sie gemeinsam mit ihrem Team Cervélo Bigla die Bronzemedaille im Mannschaftszeitfahren. 2019 holte sie bei den Afrikaspielen Gold im Einzelzeitfahren.
2020 holte Moolman den Titel als erste E-Cycling-Weltmeisterin. 2021 erzielte sie eine Reihe von Top-10-Resultaten in den Frühjahrsklassikern und war zum dritten Mal bei den Olympischen Spielen, wo sie im Straßenrennen den achten Platz belegte.
2022 wurde Moolman Dritte von Strade Bianche femminile sowie jeweils Vierte von La Flèche Wallonne Féminine, Liège–Bastogne–Liège Femmes und Durango–Durango Emakumeen Saria. In der Gesamtwertung der Women’s Tour belegte sie Rang fünf. Bei der erstmals ausgetragenen Tour de France Femmes 2022 startete sie als eine der Favoritinnen, musste aber vor der letzten Etappe krankheitsbedingt aufgeben.
Moolman hatte 2022 ihre Karriere beenden wollen, entschied sich dann aber für einen Zwei-Jahres-Vertrag bei AG Insurance-Soudal Team, wo sie ihre Erfahrung an jüngere Fahrerinnen weitergeben sollte. 2023 entschied sie jeweils eine Etappe der Tour Féminin International des Pyrénées und der Setmana Ciclista Valenciana für sich und gewann das Eintagesrennen Durango–Durango Emakumeen Saria. Bei ihrer zweiten Teilnahme an der Tour de France Femmes war sie in fünf von acht Etappen unter den ersten Zehn und wurde am Ende Sechste.
2024 wurde Moolman für ihre vierte Olympiateilnahme nominiert und bestritt das olympische Straßenrennen. Im Herbst nahm sie erstmals seit längerer Zeit an den Afrika-Meisterschaften teil und gewann mit großem Vorsprung das Straßenrennen.

## Engagement
Am 15. Juni 2016 veröffentlichte Moolman einen offenen Brief auf der Internetseite Cyclingnews, in dem sie sich für Veränderungen im Frauenradrennsport aussprach. Obwohl sich dieser Sport zunehmender Popularität erfreue, hätten sich die Einstellungen von Offiziellen, aber auch der Radsportlerinnen selbst kaum verändert. Besonders die Frauen forderte sie unter anderem auf, mehr Verantwortlichkeit zu übernehmen, solidarisch zu sein, nicht in die Opferrolle zu verfallen und ihre Sexualität nicht zu instrumentalisieren, um ihre Ziele zu erreichen.

## Erfolge
2011:
- Bergwertung Emakumeen Bira

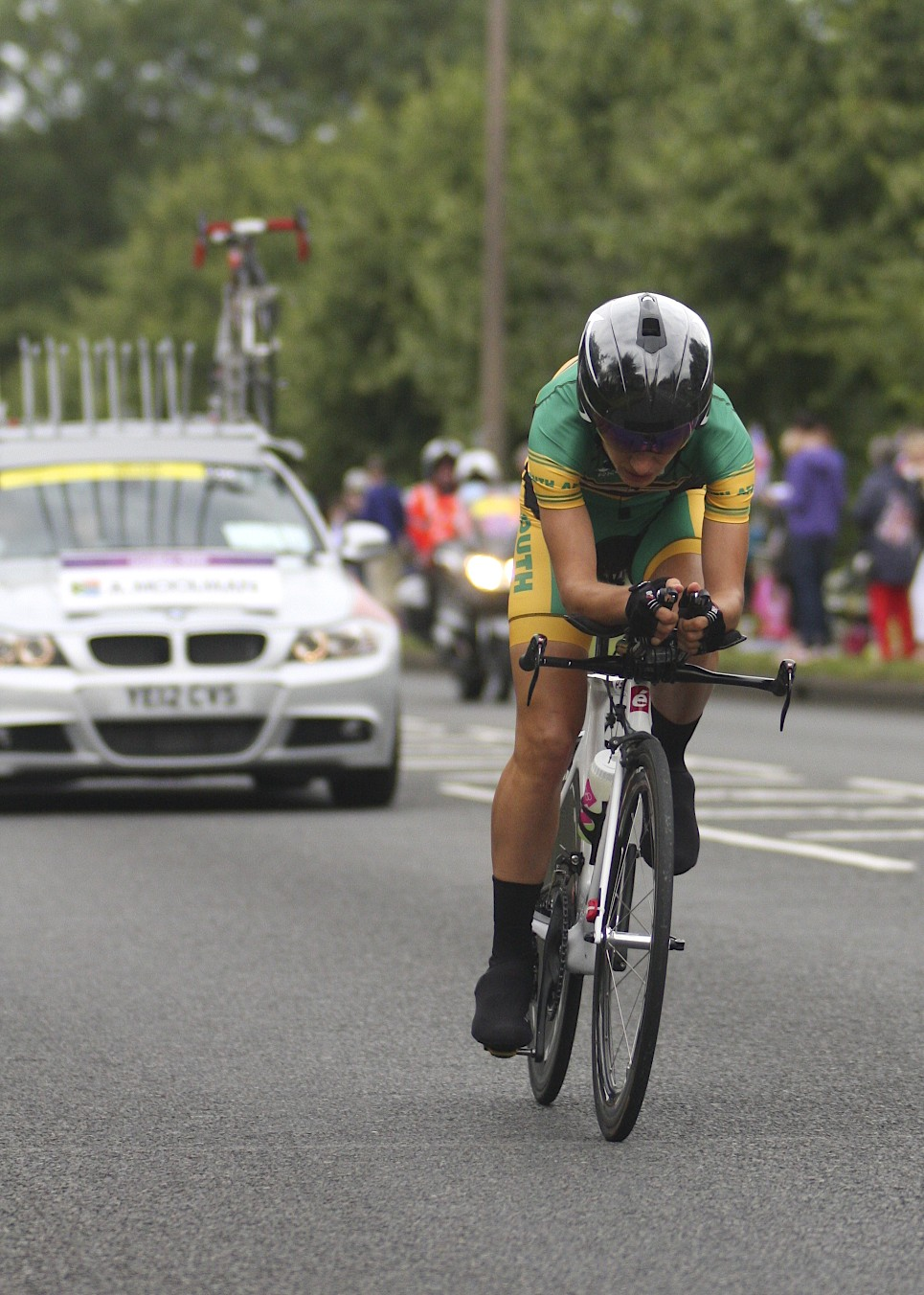
Ashleigh Moolman (2012)

- Afrikameisterin – Straßenrennen
- Afrikameisterschaften – Einzelzeitfahren

2012:
- Afrikameisterin – Straßenrennen, Einzelzeitfahren
- Südafrikanische Meisterin – Straßenrennen
- eine Etappe Tour Cycliste Féminin International de l’Ardèche
- eine Etappe Tour de Free State
- Bergwertung Festival Elsy Jacobs

2013:
- Afrikameisterin – Straßenrennen, Einzelzeitfahren
- Südafrikanische Meisterin – Straßenrennen, Einzelzeitfahren
- Boels Rental Hills Classic

2014:
- Commonwealth Games – Straßenrennen
- Südafrikanische Meisterin – Straßenrennen, Einzelzeitfahren

2015:
- Afrikameisterin – Straßenrennen, Einzelzeitfahren, Mannschaftszeitfahren (mit Lise Olivier, An-Li Kachelhoffer und Heidi Dalton)
- Südafrikanische Meisterin – Straßenrennen, Einzelzeitfahren
- Gesamtwertung, eine Etappe und Bergwertung Auensteiner Radsporttage
- 947 Cycle Challenge

2016:
- Gesamtwertung und eine Etappe Auensteiner Radsporttage
- Berner Rundfahrt
- Gesamtwertung, Prolog, eine Etappe und Punktewertung Giro della Toscana Femminile
- Weltmeisterschaft – Mannschaftszeitfahren

2017:
- Südafrikanische Meisterin – Einzelzeitfahren
- Prolog Festival Elsy Jacobs
- Gesamtwertung, eine Etappe, Punkte- und Bergwertung Emakumeen Bira
- Grand Prix de Plumelec-Morbihan Dames
- La Classique Morbihan
- Gesamtwertung, eine Etappe, Punkte- und Bergwertung Giro della Toscana Femminile
- Weltmeisterschaft – Mannschaftszeitfahren
- 947 Cycle Challenge

2018:
- Bergwertung Setmana Ciclista Valenciana
- La Classique Morbihan
- Grand Prix de Plumelec-Morbihan Dames

2019:
- Südafrikanische Meisterin – Straßenrennen
- Emakumeen Nafarrako Klasikoa
- Afrikaspiele – Einzelzeitfahren

2020:
- Südafrikanische Meisterin – Straßenrennen, Einzelzeitfahren
- Weltmeisterin – E-Cycling

2021:
- eine Etappe Giro d’Italia Femminile

2022
- Gesamtwertung und eine Etappe Tour de Romandie Féminin

2023
- Punktewertung und eine Etappe Tour Féminin International des Pyrénées
- Durango–Durango Emakumeen Saria
- eine Etappe Setmana Ciclista Valenciana

2024
- Afrikameisterin – Straßenrennen
- Afrikameisterschaften – Einzelzeitfahren